# Or Adonai
Or Adonai (en hebreu: אור אדני), (en català: la Llum del Senyor), és l'obra principal del Rabí Hasdai Cresques (1340 - 1410), un filòsof jueu. Alguns jueus prefereixen fer servir el respectuós títol Adonai (Senyor) solament durant l'oració, el llibre és anomenat de vegades Or Haixem (en hebreu: אור השם) per evitar esmentar la paraula Adonai per referir-se a Déu.

## Finalitat de l'obra
Al començament de l'edat mitjana, alguns filòsofs racionalistes jueus tenien la tendència de re-interpretar la teologia jueva clàssica a la llum de la filosofia d'aquella època, específicament del racionalisme neo-aristotèlic. Aquest va ser l'ideari dels filòsofs racionalistes jueus com Saadia Gaon, Maimònides (qui va ser influenciat al seu torn per Avicenna) i Guersònides (qui va ser influenciat per Averrois). En opinió de Cresques, aquest punt de vista sovint conduïa a conclusions errònies i amenaçava amb esborrar el caràcter distintiu de la religió jueva. Va sentir que aquest programa reduïa els continguts doctrinals del judaisme a un substitut dels conceptes aristotèlics.
Cresques no va amagar el seu propòsit de reivindicar el pensament jueu clàssic contra el racionalisme de Maimònides i Guersònides. D'aquests dos, els primers s'havien esforçat especialment per harmonitzar la revelació i la fe amb la filosofia. Si bé, en aquells casos en els quals no es va poder establir aquesta harmonia, Maimònides es va negar a seguir a Aristòtil i excloure a Moisès, els seus successors semblaven obstinats a seguir el camí oposat. Per a ells el racionalisme filosòfic era superior al pensament religiós clàssic.
Cresques va conèixer als racionalistes medievals com un filòsof que va reconèixer el dret de l'especulació filosòfica. No estava d'acord amb aquells teòlegs cristians i musulmans que en les seves especulacions eren defensors d'una doble veritat, una per al teòleg i una altra per al filòsof, la primera no era recognoscible per l'home natural, perquè és sobrenatural i irracional, i la segona era oberta a la intel·ligència de l'home natural.
Cresques va intentar demostrar que el racionalisme aristotèlic estava lluny de ser infal·lible. En això, és un precursor de Baruch Spinoza. Cresques deplora el fet que Maimònides, l'erudició i l'honestedat del qual ell admira, semblés fer de la filosofia grega la base de la doctrina jueva.
Després d'intentar demostrar la insostenibilitat de les proposicions aristotèliques, Cresques va intentar establir les arrels i les pedres angulars sobre les quals es recolza la Torà i la religió jueva.
Cresques no denúncia als heretges, sinó que exposa la feblesa del terreny sobre el qual descansen aquells punts de vista que ell considera poc ortodoxes. Ell desitja exposar els continguts del judaisme i les limitacions pel que fa a l'abast de la filosofia. El seu llibre comprèn quatre divisions principals, subdividides en capítols anomenats (perakim): el primer tracta del fonament de tota creença: l'existència de Déu; el segon, de les doctrines fonamentals de la fe; el tercer, d'altres doctrines que encara que no són fonamentals, són vinculants per tots els adherents al judaisme, la quarta, de doctrines que encara que tradicionals, manquen de caràcter obligatori, i estan obertes a la construcció filosòfica.

## La primera causa
La primera divisió principal s'obre amb una crítica completa de les 25 proposicions aristotèliques (hakdamot) que Maimònides accepta com axiomàtiques, i amb les quals construeix la seva idea de Déu.
En la primera secció presenta totes les demostracions d'aquests teoremes, especialment les adduïdes per Tabrizi, en la segona, mostra la insuficiència de moltes d'aquestes proposicions ontològiques i físiques i, per tant, destrueix les proves de Maimònides sobre el seu concepte de Déu. Cresques, admetent que l'existència d'una primera causa és susceptible d'una prova filosòfica, però només per contingència (rebutja la suposició aristotèlica que una cadena infinita de causes és impensable, és a dir, la primera causa de tot el que ha de considerar-se com a existent), sosté que la filosofia és incompetent per provar la unitat absoluta de Déu, com ho fa Ghazzali.
La primera causa pot interpretar-se filosòficament com a simple, ja que si fos composta, caldria suposar una altra per a la composició. Així i tot, això no requeriria la posició de la unitat de Déu. Altres deïtats podrien tenir altres funcions, fins i tot si es pensés que Déu és omnipotent. Per tant, només la revelació és competent per establir la unitat de Déu. Sense l'oració del Shemà Israel ("Escolta, Oh Israel"), la filosofia no pot ser una guia confiable.
Cresques introdueix un nou element en la seva idea de Déu. Els seus predecessors van sostenir que la felicitat més alta de Déu, l'essència divina, era el propi coneixement de Déu. Cresques rebutja això com a inadequat i postula, en canvi, l'amor de Déu, sempre intentant comunicar-se i fer el bé. Argumenta contra Maimònides per l'admissibilitat dels atributs divins. Des del punt de vista subjectiu humà, els atributs poden aparentar diferències en Déu, però això no significa que ho facin objectivament en ell. En Déu, en el bé absolut, es fusionen com una unitat idèntica. Els predicats, especialment d'importància només lògica o conceptual, són incompetents per causar una multiplicitat o una composició real.

## Sis doctrines fonamentals
En la segona divisió, Cresques enumera sis doctrines fonamentals com pressuposades per la religió revelada, sense les quals ell creu que el judaisme caurà: l'omnisciència, la divina providència i la omnipotència de Déu; la creença en la profecia, el lliure albir, i que el Món va ser creat amb un propòsit.
L'omnisciència de Déu abasta a tots els innombrables éssers individuals; Déu té coneixement del que encara no existeix; Déu sap què succeirà amb totes les possibilitats, encara que així no s'altera la naturalesa del possible. El coneixement de Déu és diferent al de l'home: les inferències d'un a un altre no són vàlides. (Aquí es posa del costat de Maimònides contra Gersònides.)
La providència de Déu abasta directa i indirectament a totes les espècies i els individus. Es premia i castiga, especialment en el més enllà. Cresques rebutja les teories de Maimònides i Guersònides sobre aquest punt. L'amor, no el coneixement intel·lectual, és el vincle entre Déu i l'home. De l'amor de Déu procedeix només el que és bo, i el càstig també és inherentment bo. La omnipotència de Déu no és merament infinita en el temps, sinó també en intensitat.
La revelació i la creació ho deixen clar. La llei natural no és una limitació per Déu, però l'irracional no prova ni la omnipotència de Déu ni la seva falta de poder, ja que Déu actua raonablement.
La profecia és el més alt grau de la mentalitat humana. Maimònides ho fa dependent de certes condicions. Encara que Cresques admet això, es diferencia de Maimònides en què no admetrà la negativa del do profètic quan es compleixin aquestes condicions. La connexió i la comunió amb Déu no es produeixen pel coneixement, sinó per l'amor i la reverència, portant-nos a Déu si guardem els seus manaments.
Molt extensa és la presentació de Cresques sobre la llibertat de la voluntat. S'inclina cap al seu rebuig, en tot cas, a la seva limitació. La llei de la causalitat és tan generalitzada que la conducta humana no pot retirar-se de les seves operacions. A més, l'omnisciència de Déu anticipa les nostres resolucions. Però la Torà ensenya la llibertat d'elecció i pressuposa la nostra autodeterminació. D'aquesta manera, conclou que la voluntat humana és lliure en certs aspectes, però determinada en uns altres. La voluntat opera com un agent lliure quan es considera en solitari, però quan es considera en relació amb la causa remota, actua per necessitat. La voluntat opera en llibertat, tant en si mateixa com en relació amb la causa provocadora, però està vinculada si s'analitza amb referència a la divina omnisciència. L'home se sent lliure, per tant ell és responsable i ha de ser recompensat o castigat. El sentiment que ens acompanya, la disposició i el rebuig a actuar, fa que el fet sigui nostre.

## Propòsit del Món
Maimònides va rebutjar com a inútil i injustificada tota recerca sobre el propòsit darrer del Món. Cresques postula un propòsit final i assumeix que és la felicitat de l'ànima. En aquesta vida, l'ànima s'esforça intensament per aconseguir la unió amb el diví. Les lleis de la Torà ajuden a adonar-se d'això, l'anhel de l'ànima mai roman inactiu. Després de la mort, l'ànima entrarà en majors possibilitats d'amor, en l'existència superior. Antics pensadors van fer que la immortalitat depengués del coneixement. Això és contrari als ensenyaments religiosos, i també és absolutament no raonable. L'amor dona a l'ànima una felicitat eterna en el més enllà, i la comunió amb Déu és conseqüència d'això.
"L'ànima és la forma i l'essència de l'home, una substància espiritual subtil, capacitada per al coneixement, però en la seva substància encara no és conscient".
Segons aquesta definició, Cresques intenta establir la independència del coneixement de l'ànima. El coneixement no produeix l'ànima. La màxima perfecció de l'home no s'aconsegueix mitjançant el coneixement, sinó principalment mitjançant l'amor, la tendència i l'anhel de ser la font de tot bé. El darrer propòsit de l'home, el seu major bé, és l'amor, manifestat en l'obediència a les lleis de Déu. El propòsit més alt de Déu és fer que l'home participi en la felicitat eterna del Món que vindrà.
La tercera divisió principal dedica molta atenció a les teories relatives a la Creació. Segons la seva teoria s'accepta la creença en els miracles i la revelació no es veu pas afectada. La tradició religiosa està a favor de la suposició que el Món i la matèria són creats, i el raonament oposat de Guersònides és tant indeterminat, que Cresques considera la negació de la Creació com una forma d'heterodòxia. La immortalitat, el càstig, la recompensa, la resurrecció (un miracle, però no irracional), la irrevocabilitat, i l'obligació eterna de la llei, la creença en Urim i Tumim, i en la redempció messiànica, són els altres principis tractats com a doctrines que han d'acceptar-se, però que no són bàsiques estrictament parlant.
En la quarta divisió, 13 opinions s'enumeren com a obertes a decisions especulatives, entre elles les preguntes concernents a la dissolució del Món. (Cresques sosté que la Terra passarà, mentre que el cel no passarà.) Hi ha hagut altres mons a més del nostre? Estan els planetes dotats d'ànima i raó? Tenen algun significat els amulets i els encanteris? Què són els dimonis? Què és la metempsicosi?
Com a oponent de Maimònides per motius filosòfics, Cresques també estava insatisfet amb el mètode del codi legal de Maimònides, el Mixné Torà. Això es va deure a l'absència d'indicacions de les fonts, al escàs esment de les opinions divergents, i a la manca de disposicions per atendre nous casos, degut a la seva negligència en establir uns principis generals d'aplicació universal.
Cresques va exercir una influència perceptible entre els jueus durant un temps, mitjançant Joseph Albo. Cresques va ser estudiat per Ishaq Abrabanel, qui estava en desacord especialment amb les seves teories messiàniques, i per Abraham Shalom, en la seva obra Neveh Shalom. L'obra literària de Cresques va ser de primordial i fonamental importància, pel rol que va tenir en la configuració del sistema de pensament de Baruch Spinoza.
La distinció de Spinoza entre els atributs i les propietats, és idèntica a la distinció de Cresques entre els atributs adscrits subjectivament i la seva realitat objectiva en Déu. La connexió entre els punts de vista de Baruch Spinoza sobre la Creació i el lliure albir, sobre l'amor de Déu, i els punts de vista de Hasdai Cresques, ha estat establerta pel filòsof Manuel Joël a la seva obra Zur Genesis der Lehre Spinoza's (Breslau, 1871).